# Lista de emissoras da TV A Crítica
Esta é uma lista que contém as emissoras próprias e afiliadas que retransmitem a programação da TV A Crítica. Além disso, a lista contém ainda as retransmissoras da rede, e as antigas afiliadas da rede com suas respectivas afiliações atuais.

## Próprias

### Geradora
| Emissora     | Cidade | UF       | Canal  | Prefixo | Operada desde |
| ------------ | ------ | -------- | ------ | ------- | ------------- |
| TV A Crítica | Manaus | Amazonas | 4 (17) | ZYP 246 | 1972          |

### Filial
| Emissora               | Cidade    | UF       | Canal   | Prefixo | Operada desde |
| ---------------------- | --------- | -------- | ------- | ------- | ------------- |
| TV A Crítica Parintins | Parintins | Amazonas | 12 (25) | RTV     | 1998          |

## Afiliadas

### Acre
| Grupo                              | Emissora   | Cidade     | Canal  | Prefixo | Afiliada desde |
| ---------------------------------- | ---------- | ---------- | ------ | ------- | -------------- |
| Sistema Acre Brasil de Comunicação | TV Tribuna | Rio Branco | 9 (25) | RTV     | 2023           |

### Amapá
| Grupo              | Emissora  | Cidade | Canal  | Prefixo | Afiliada desde |
| ------------------ | --------- | ------ | ------ | ------- | -------------- |
| Lupa 1 Comunicação | TV Lupa 1 | Macapá | 5 (32) | ZYP 382 | 2024           |

### Amazonas
| Grupo | Emissora | Cidade  | Canal (TV Por Assinatura)                                               | Afiliada desde |
| ----- | -------- | ------- | ----------------------------------------------------------------------- | -------------- |
| —     | BDC TV   | Autazes | 96 (Box Brasil Play) / 745 (Dix TV) / 186 (Limex TV) / 323 (Virtual Go) | 2024           |

### Mato Grosso
| Grupo                 | Emissora           | Cidade             | Canal   | Prefixo | Afiliada desde |
| --------------------- | ------------------ | ------------------ | ------- | ------- | -------------- |
| TV Cuiabá Ltda.       | TV Cuiabá          | Cuiabá             | 11 (46) | RTV     | 2021           |
| SM Comunicações Ltda. | TV A Crítica Sinop | Sinop              | 10 (50) | RTV     | 2021           |
| —                     | TV Peixoto         | Peixoto de Azevedo | 35      | RTV     | 2024           |

### Pará
| Grupo                                | Emissora     | Cidade         | Canal   | Prefixo | Afiliada desde |
| ------------------------------------ | ------------ | -------------- | ------- | ------- | -------------- |
| TVC Comunicações                     | TVC Belém    | Belém          | 9 (38)  | RTV     | 2025           |
| —                                    | SIC TV Pará  | Parauapebas    | 24 (42) | RTV     | 2021           |
| Grupo Livre de Comunicação           | TV Carajás   | Marabá         | 48 (48) | RTV     | 2021           |
| M.V.L - Communicare Telecomunicações | TV Castanhal | Castanhal      | 36      | RTV     | 2025           |
| —                                    | TV Regional  | Novo Progresso | 26 (26) | RTV     | 2025           |
| —                                    | TV Jovem     | Itupiranga     | 14 (14) | RTV     | 2025           |

### Piauí
| Grupo              | Emissora  | Cidade   | Canal  | Prefixo | Afiliada desde |
| ------------------ | --------- | -------- | ------ | ------- | -------------- |
| Lupa 1 Comunicação | TV Lupa 1 | Teresina | 8 (41) | RTV     | 2024           |

### Rondônia
| Grupo | Emissora | Cidade      | Canal  | Prefixo | Afiliada desde |
| ----- | -------- | ----------- | ------ | ------- | -------------- |
| —     | Rema TV  | Porto Velho | 5 (48) | RTV     | 2022           |

### Roraima
| Grupo                     | Emissora | Cidade    | Canal   | Prefixo | Afiliada desde |
| ------------------------- | -------- | --------- | ------- | ------- | -------------- |
| Sistema AR de Comunicação | TV Ativa | Boa Vista | 20 (19) | RTV     | 2024           |

### São Paulo
| Grupo | Emissora               | Cidade           | Canal   | Prefixo | Afiliada desde |
| ----- | ---------------------- | ---------------- | ------- | ------- | -------------- |
| —     | TV A Crítica São Paulo | Francisco Morato | 17 (35) | RTV     | 2025           |

### Tocantins
| Grupo                                    | Emissora     | Cidade    | Canal  | Prefixo | Afiliada desde |
| ---------------------------------------- | ------------ | --------- | ------ | ------- | -------------- |
| Grupo L.P.A. de Comunicação e Multimídia | TV Cristal   | Palmas    | 5 (16) | RTV     | 2025           |
| Rede Boa Sorte de Comunicação            | TV Araguaína | Araguaína | 7 (30) | RTV     | 2020           |

## Retransmissoras

### Alagoas
| Cidade        | Canal   |
| ------------- | ------- |
| Arapiraca     | 14 (28) |
| Campo Alegre  | 34 (33) |
| Craíbas       | 34 (28) |
| Feira Grande  | 14 (32) |
| Igaci         | 14 (16) |
| Igreja Nova   | 15 (31) |
| Joaquim Gomes | 34 (39) |

### Amazonas
| Cidade                    | Canal   |
| ------------------------- | ------- |
| Amaturá                   | 13 (24) |
| Anori                     | 7 (25)  |
| Amaturá                   | 13 (24) |
| Barcelos                  | 11 (24) |
| Barreirinha               | 3 (11)  |
| Fonte Boa                 | 14 (24) |
| Itapiranga                | 7 (17)  |
| Manacapuru                | 7 (33)  |
| Manicoré                  | 9 (17)  |
| Nhamundá                  | 14 (24) |
| Nova Olinda do Norte      | 17 (17) |
| Novo Aripuanã             | 7 (24)  |
| Presidente Figueiredo     | 7 (25)  |
| Santa Isabel do Rio Negro | 11 (17) |
| São Sebastião do Uatumã   | 7 (19)  |
| Silves                    | 9 (28)  |
| Tabatinga                 | 25 (25) |
| Urucará                   | 5 (18)  |

### Bahia
| Cidade   | Canal   |
| -------- | ------- |
| Salvador | 36      |
| Valença  | 50 (20) |

### Distrito Federal
| Cidade   | Canal   |
| -------- | ------- |
| Brasília | 16 (17) |

### Goiás
| Cidade  | Canal  |
| ------- | ------ |
| Goiânia | 7 (45) |

### Mato Grosso
| Cidade | Canal   |
| ------ | ------- |
| Cuiabá | 13 (39) |

### Mato Grosso do Sul
| Cidade       | Canal |
| ------------ | ----- |
| Campo Grande | 20    |

### Minas Gerais
| Cidade         | Canal   |
| -------------- | ------- |
| Belo Horizonte | 31 (27) |
| Uberlândia     | 42 (41) |

### Pará
| Cidade            | Canal        |
| ----------------- | ------------ |
| Canaã dos Carajás | 32 (41)      |
| Santarém          | 10 (43) / 38 |

### Paraíba
| Cidade    | Canal |
| --------- | ----- |
| Conceição | 38    |

### Paraná
| Cidade           | Canal   |
| ---------------- | ------- |
| Curitiba         | 17 (51) |
| Campina da Lagoa | 31 (27) |
| Coronel Vivida   | 42 (26) |
| Campina da Lagoa | 42 (40) |
| Piraí do Sul     | 49      |
| Tibagi           | 44 (18) |
| Ubiratã          | 31 (43) |

### Pernambuco
| Cidade                   | Canal        |
| ------------------------ | ------------ |
| Recife                   | 19 (38) / 48 |
| Agrestina                | 34 (27)      |
| Água Preta               | 41 (39)      |
| Águas Belas              | 41 (31)      |
| Aliança                  | 34 (22)      |
| Altinho                  | 34 (44)      |
| Amaraji                  | 36 (48)      |
| Barreiros                | 34 (19)      |
| Bom Conselho             | 34 (40)      |
| Brejo da Madre de Deus   | 41 (21)      |
| Condado                  | 41 (42)      |
| Glória do Goitá          | 34 (46)      |
| Custódia                 | 41 (35)      |
| Exu                      | 34 (17)      |
| Feira Nova               | 41 (38)      |
| Flores                   | 34 (32)      |
| Palmares                 | 41 (48)      |
| Gravatá                  | 34 (48)      |
| Ibimirim                 | 34 (38)      |
| Ipubi                    | 41 (20)      |
| Lagoa Grande             | 14           |
| Lajedo                   | 34           |
| Orobó                    | 34 (29)      |
| Parnamirim               | 34 (49)      |
| Passira                  | 34 (24)      |
| Pedra                    | 25           |
| Sertânia                 | 34 (33)      |
| Pombos                   | 41 (18)      |
| Ribeirão                 | 15 (19)      |
| Rio Formoso              | 34 (50)      |
| Salgueiro                | 34 (26)      |
| Sanharó                  | 34 (43)      |
| Santa Maria da Boa Vista | 41 (22)      |
| São João                 | 34 (21)      |
| São José do Belmonte     | 41           |
| São José do Egito        | 41 (30)      |
| Serra Talhada            | 40 (32)      |
| Toritama                 | 34 (36)      |
| Trindade                 | 41 (15)      |
| Tupanatinga              | 41 (32)      |

### Rondônia
| Cidade      | Canal |
| ----------- | ----- |
| Porto Velho | 21    |

### São Paulo
| Cidade        | Canal   |
| ------------- | ------- |
| São Paulo     | 17 (35) |
| Cordeirópolis | 19      |

## Via satélite

### Digital
Atualmente, é possível sintonizar o sinal da TV A Crítica pelo satélite Star One C3, na Banda C.

#### Star One C3
- Posição: 75º Oeste

| Emissora     | Frequência | Taxa de símbolos | Polarização | FEC | Canal | Período de operação | Referências |
| ------------ | ---------- | ---------------- | ----------- | --- | ----- | ------------------- | ----------- |
| Banda C      |            |                  |             |     |       |                     |             |
| TV A Crítica | 3723 MHz   | 3750 Ksps        | Horizontal  | 3/4 | N/A   | 2021-presente       | [ 2 ]       |

## Antigas afiliadas
| Nome               | Cidade               | UF      | Canal   | Situação/Afiliação atual | Período de afiliação |
| ------------------ | -------------------- | ------- | ------- | ------------------------ | -------------------- |
| TV A Crítica Belém | Belém                | PA      | 40      | Extinta                  | 2020-2025            |
| RTN TV             | São Paulo / Santarém | SP / PA | 17 / 10 | Extinta                  | 2023-2025            |
| TVA                | Rio Branco           | AC      | 9       | Rede Meio                | 2021-2023            |